# Военно-технический вестник
«Военно-технический вестник» (серб. Војнотехнички гласник / Vojnotehnički glasnik), (англ. Military Technical Courier) — междисциплинарный научный журнал Министерства обороны и Вооруженных сил Сербии.

## O журнале
Журнал является мультидисциплинарным научным журналом Министерства обороны и Вооруженных сил Сербии, который публикует научные и профессиональные статьи, а также техническую информацию о современных системах вооружения и современных военных технологиях. Журнал следит за единой межвидовой технической поддержкой вооруженных сил, основанной на принципах системной логистики, за прикладными и инновационными научными исследованиями, в том числе, в области производства вооружения и военной техники, и за прочими теоретическими и практическими достижениями, которые способствуют профессиональному росту представителей сербского, регионального и международного академического сообщества, и особенно военнослужащих Министерства обороны и Вооружённых сил.

### История

#### Основание журнала
Первый номер журнала «Военно-технический вестник» был опубликован 1 января 1953 года на основании приказа о подготовке и выпуске «Вестника» № 9 начальника Генерального штаба Югославской народной прмии от 27 августа 1952 года, и приказа о создании совета редакторов № 11 начальника Генерального штаба Югославской народной армии от 16 декабря 1952 года.
Предшественниками «Военно-технического вестника» были «Артиллерийский вестник», «Танковый вестник», «Военно-инженерный вестник», «Вестник инженерных и химических войск Югославской армии», «Вестник связи» и «Тыл и снабжение Югославской армии». Вышеперечисленные журналы выпускались с 1947 года до момента вступления в силу приказа о начале выпуска «Военно-технического вестника».

#### Первые 20 лет
Основное содержание «Вестника» составляли статьи по следующей тематике: техника, техническая служба, инженерная техника, техника связей, транспорт, обучение, организация и служба тыла, войсковое хозяйство и снабжение воинских частей и учреждений, здравоохранение, ветеринарная служба и др. В отдельном томе журнала были представляли научные и технологические новости, в том числе статьи вооруженных сил зарубежных стран. Редакция «Военно-технического вестника» с 1953 года начала выпуск «Военно-экономического обзора», в котором публиковались статьи из области войскового хозяйства и финансов. С 1957 по 1979 годы «Военно-экономический обзор» выпускался в качестве самостоятельного журнала, а с 1980 по 1992 годы издавался под названием «Тыл».

#### Шестидесятые и семидесятые
В период с 1958 по 1973 годы «Военно-технический вестник» приобретает необходимые компетенции, связанные с процессом перестройки армии, ее видов и родов. В результате этих перемен журнал был расширен новыми рубриками, а именно: геодезия, моторизованная техника, вооружение, ремонт, производственные материалы, ракетная техника, номенклатура, средства защиты, защита от коррозии, противопожарная безопасность, минно-взрывные средства и т. д.

#### Юбилеи
Согласно Указу Президента СФРЮ 1977 года, приуроченному к 25-летнему юбилею журнала, «Военно-технический вестник» был награжден Орденом за военные заслуги с большой звездой.
В 1992 году Вестник отметил сорокалетний юбилей. За этот период выпущено 360 номеров журнала объёмом 35 650 страниц, опубликовано 4280 научных статей, в том числе 2450 статей иностранных журналов из области науки и техники и 3300 технических новостей и информационных сообщений.
В 2002 году журнал отметил пятидесятилетний юбилей. К этому времени было выпущено 415 номеров журнала объёмом 42 400 страниц, опубликовано 4 800 научных статей, в том числе 2 840 статей иностранных журналов из области науки и техники и 3780 технических новостей и информационных сообщений. Согласно Указу Президента Союзной Республики Югославии 2002 года, приуроченному к пятидесятилетию журнала, «Военно-технический вестник» был награжден Орденом Вооруженных сил Югославии III степени.
В 2012 году «Вестник» отметил свое шестидесятилетие.

#### Настоящее время
Решением Аттестационной комиссии Министерства науки и технологий Сербии, принятом в 2001 году, журнал «Военно-технический вестник» включен в Перечень ведущих рецензируемых изданий, имеющих особое значение для науки. Первая электронная версия «Военно-технического вестника» была размещена на интернет-странице 1 января 2011 года. По приказу Министра обороны Сербии от 8 августа 2012 года, приуроченному к шестидесятилетию журнала, издательская деятельность которого ознаменовала целую эпоху в научно-культурной жизни страны, «Военно-технический вестник» награжден Почётной грамотой за большой вклад в обороноспособность Сербии. С 2012 года в редакции «Вестника» внедрена технология электронного документооборота ASSISTANT. Это позволило осуществлять взаимодействие между авторами и редакцией с помощью современных телекоммуникационных систем.

### Индексация статей
Статьи публикуемые в журнале индексируются в Сербском индексе научного цитирования (СЦИндекс/SCIndeks). С 18 февраля 2015 года публикации Вестника индексируются Российским индексом научного цитирования (РИНЦ). 23 июля 2014 года проведено индексирование, реферирование и размещение журнала в международной базе данных DOAJ (Directory of Open Access Journals). Журнал доступен в базе данных EBSCO Publishing, а также в базах данных КиберЛенинка  и SCOPUS.

### Периодичность
«Военно-технический вестник» выходит ежеквартально, 4 раза в год в виде печатной и электронной версии.

## Редакторы
Редакторами «Военно-технического вестника» являлись:
- полковник Добривое Аврамович (номер 1/1953 и с номера 7/1960 по 9/1960),
- полковник Воислав М. Илич (с номера 2/1953 по 6/1960),
- полковник Здравко Вербич (с номера 10/1960 по 5/1966),
- полковник Славко Чолич (с номера 6/1966 по 7/1968),
- полковник Радисав Брайович (с номера 8/1968 по 6/1973),
- полковник Станимир Чирич (с номера 1/1974 по 3/1974),
- подполковник Никола Зорич је (с номера 4/1974 по 3/1978),
- полковник Мирослав Чойбашич (с номера 4/1978 по 6/1989 и с номера 3-4/1994 по 2/2000),
- полковник Томислав Штулич (с номера 1/1990 по 6/1991),
- полковник, кандидат наук Живоин Грујич (с номера 1/1992 по 6/1993),
- подполковник Владимир Ристич (с номера 1/1994 по 2/1994),
- полковник Стеван Йосифович (с номера 3/2000 по 1/2007),
- д-р Драган Памучар (с номера 3/2021 по 3/2024),
- подполковник кандидат наук Небойша Гачеша (с номера 2/2007),
- полковник д-р Драган Трифкович (с номера 4/2024).[11]

## Специализация
Специализацией Вестника являются следующие тематические области:
- военные технологии и прикладные науки
- математика
- технические науки
- компьютерные науки
- материаловедение и технологии новых материалов
- химические технологии
- электроника
- телекоммуникации[12]

## Открытый доступ
«Военно-технический вестник» обеспечивает читателям возможность ОТКРЫТОГО ДОСТУПА (OPEN ACCESS) в соответствии с положениями авторских правах, утвержденными Creative Commons (CC BY). Это подразумевает, что публикации открыты для всех без оплаты. Пользователям разрешено их читать, загружать, копировать, распространять, распечатывать, проводить свои исследования на их основе, присоединять их к полным текстам соответствующих статей, использовать их для составления указателей, вводить в программное обеспечение, или использовать в других предусмотренных законом целях, без предварительного на то согласия редакторов или авторов. Данные положения полностью соответствует определению открытого доступа, предписанного ассоциацией BOAI. Редакционная политика открытого доступа к научным публикациям и политика самоархивирования журнала «Военно-технический вестник» подтверждена базой данных SHERPA/RoMEO 20 июля 2016 года.